# آپولو ۴
آپولو ۴ (به انگلیسی: Apollo 4) قسمتی از پروژهٔ آپولوی ناسا برای آماده‌سازی فرود انسان بر سطح کره ماه بود.
این مأموریت ناسا که در تاریخ 9 نوامبر سال ۱۹۶۷ میلادی انجام شد، نخستین پرواز آزمایشی بدون سرنشین موشک ساترن ۵ بود و از مرکز فضایی کندی به فضا پرتاب شد. 